# دریاچه اشکودر
دریاچه اِشکودِر دریاچه‌ای است در مرز آلبانی و مونته‌نگرو که بزرگترین دریاچه در جنوب اروپا است. این دریاچه برپایه شهر اشکودر در شمال آلبانی (آلبانیایی: Shkodër یا اشکودر صربستان: Скадар Skadar ایتالیایی: Scutari) نامگذاری شده و یک دریاچه کارست بشمار می‌رود که از سقوط غارهای زیرزمینی به وجود آمده‌است.

## تلفظ نام
(به انگلیسی: Lake Skadar؛ به زبان مونته‌نگروئی: Skadarsko jezero، Скадарско језеро با تلفظ [skâdarskɔ: jɛ̂zɛrɔ]; آلبانیایی: Liqeni i Shkodrës با pronounced [liˈcɛni i ˈʃkɔdrəs]) — همچنین به نام دریاچه اسکوتاری (Scutari)، دریاچه اسکادار (Shkodër) و دریاچه اسکودرا (Skadar).

## جغرافیا
دریاچه اشکودر بزرگترین دریاچه در شبه جزیره بالکان است که سطح آن به صورت فصلی بین ۳۷۰ کیلومتر مربع (۱۴۰ مایل مربع) تا ۵۳۰ کیلومتر مربع (۲۰۰ مایل مربع) در نوسان است. دریاچه اشکودرا در بالکان غربی واقع شده که حدود دو-سوم (۲۲۹ کیلومتر مربع (۸۸ مایل مربع)) از سطح آن متعلق به مونته‌نگرو و در حدود یک سوم (۱۴۲ کیلومتر مربع (۵۵ مایل مربع)) به آلبانی تعلق دارد. سطح آب این دریاچه نیز به صورت فصلی متفاوت است و از ۴٫۷ به ۹٫۸ متر بالاتر از سطح دریا تغییر می‌کند. این دریاچه در راستای شمال غربی به جنوب شرقی حدود ۴۴ کیلومتر گسترش یافته‌است.

## زمین‌شناسی
دریاچه اشکودر احتمالاً یک دریاچه باستانی است، اگر چه میان دریاچه‌های باستانی نسبتاً جوان به‌شمار می‌آید.

## نگارخانه

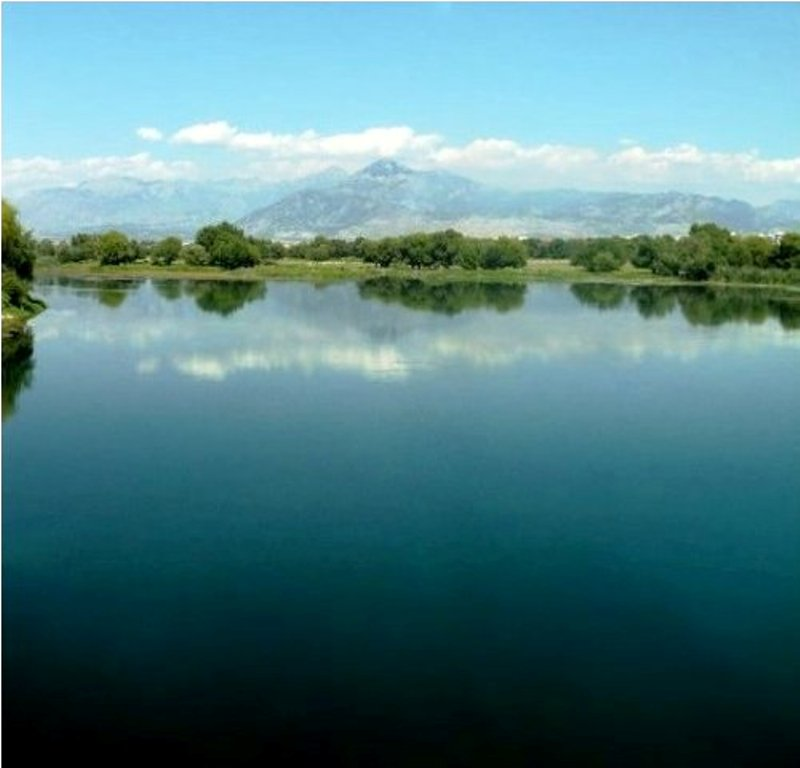
نمایی از دریاچه آلبانی
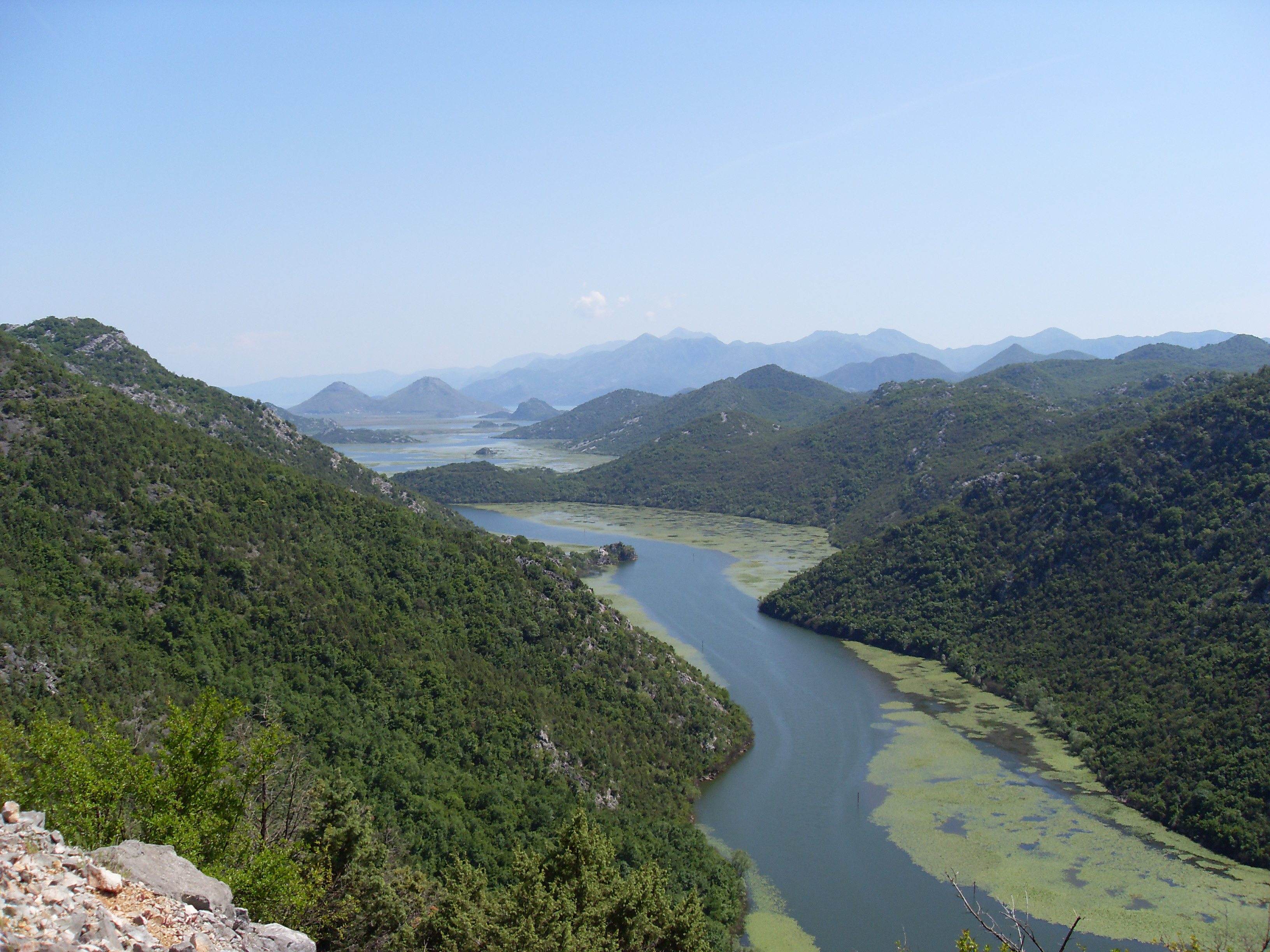
در قسمت غربی دریاچه در نزدیکی ریه‌کا چرنویه‌ویچا مونته نگرو
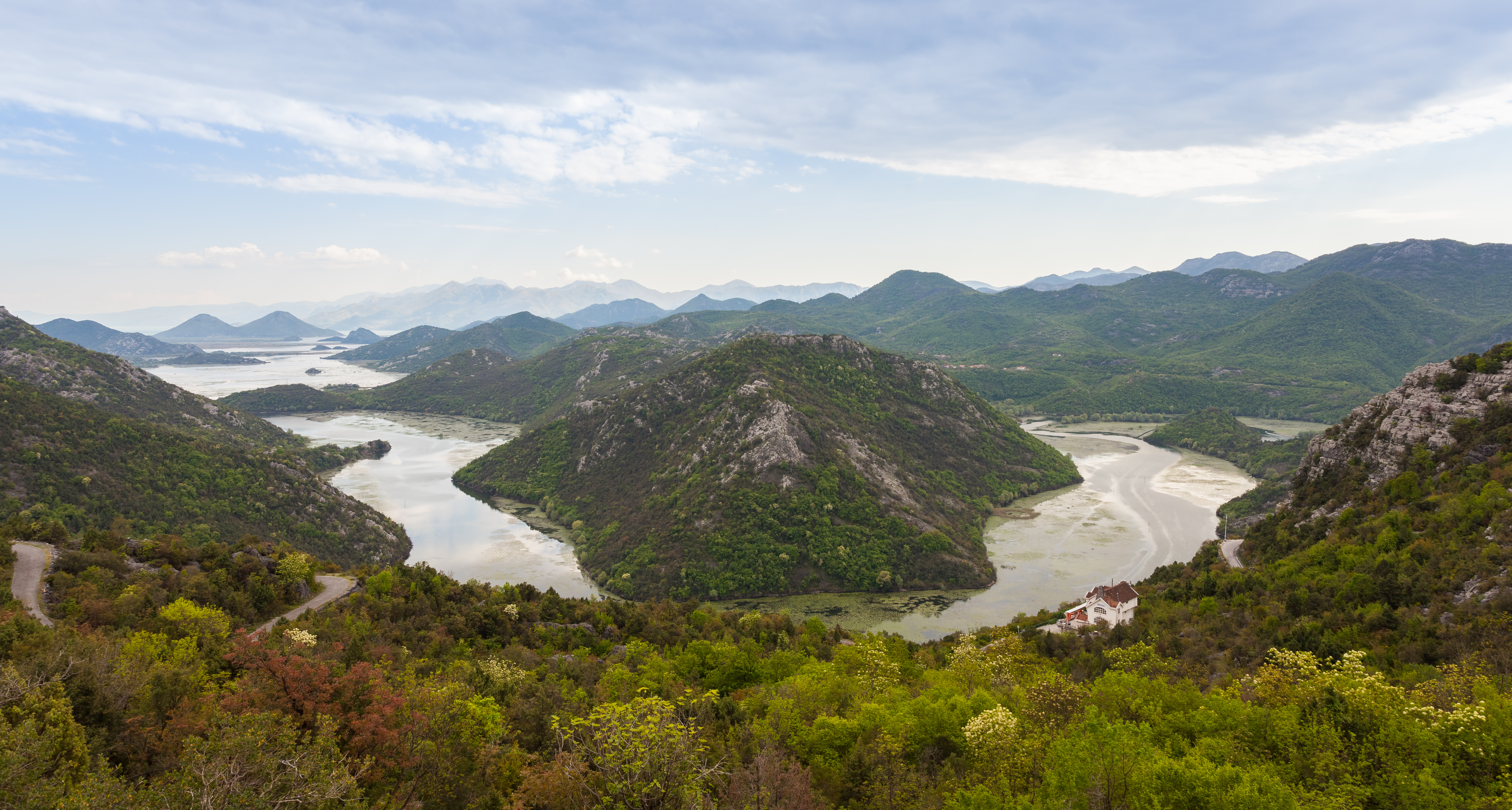
انحنای نعل اسبی در گوشه شمالی
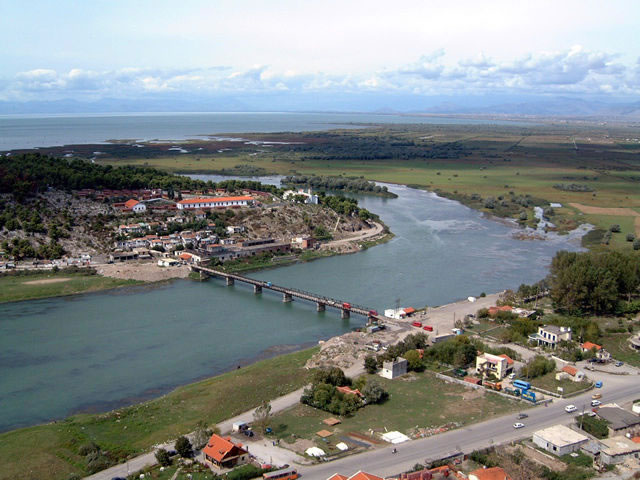
بیرون ریز دریاچه در اشکودرا، آلبانی
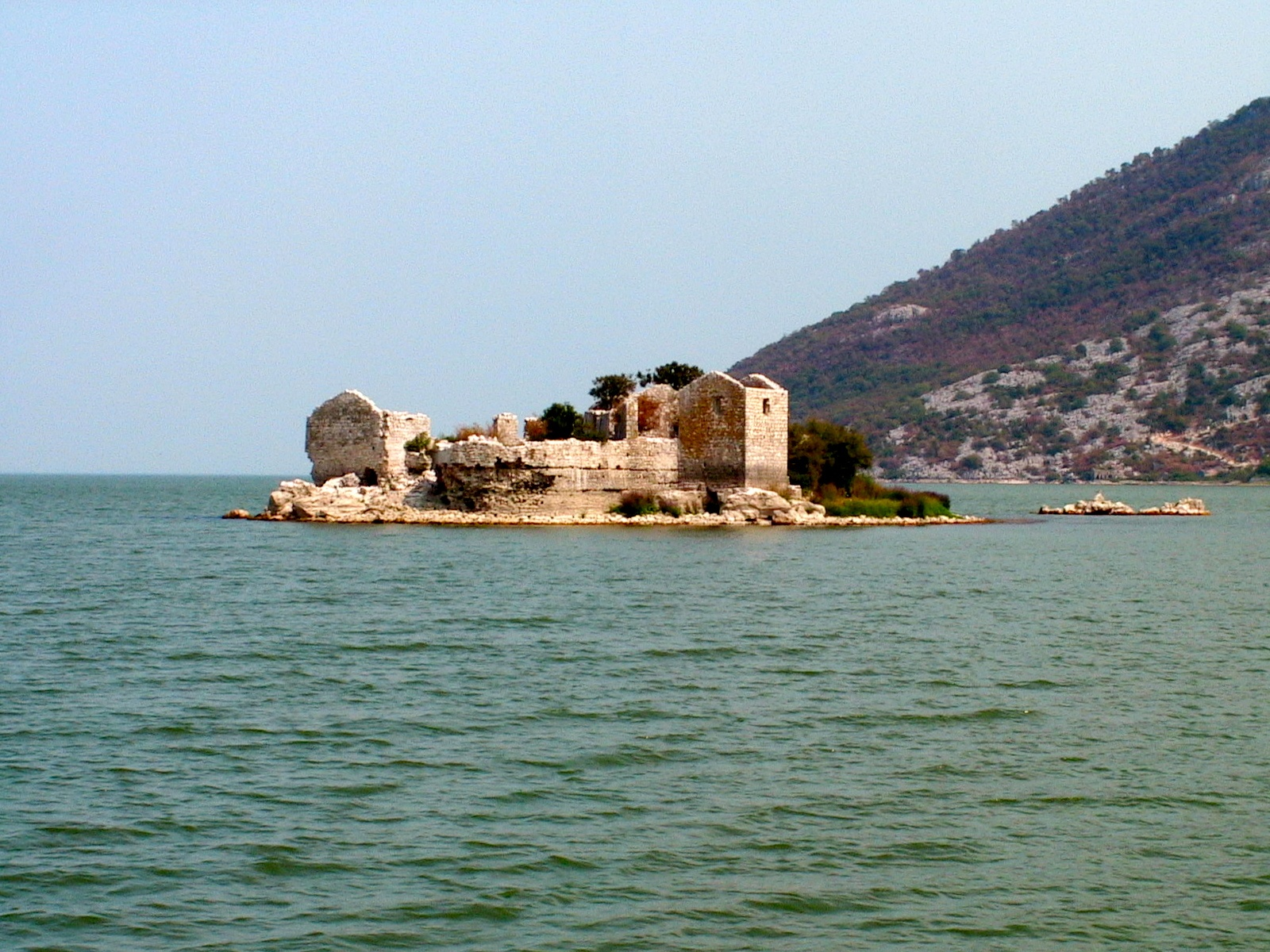
قلعه گرموزور Grmožur در دریاچه اشکودر، مونته نگرو